# Ohms
Ohms es el noveno álbum de estudio de la banda estadounidense de metal alternativo Deftones. fue lanzado el 25 de septiembre de 2020 bajo el sello discográfico Reprise Records. Este es el primer álbum de Deftones desde su álbum homónimo de 2003 en ser producido por Terry Date, aunque la última vez que la banda trabajó con él fue durante las sesiones del álbum inédito Eros en 2008. Este fue el último álbum con el bajista Sergio Vega quien dejó la banda a principios de 2021.

## Promoción
La banda comenzó a preparar el lanzamiento del álbum con una campaña digital de una semana en agosto de 2020. Deftones divulgó publicaciones crípticas en las redes sociales, su sitio web oficial y animaciones a través de la función Canvas de Spotify que, cuando se resolvió, reveló la palabra "ohms" y las coordenadas longitudinales de una valla publicitaria en Los Ángeles burlándose de la portada del álbum. La campaña concluyó con un anuncio formal de Ohms y un video musical de la primera canción promocional del álbum, "Ohms". El video musical de "Ohms" fue dirigido por Rafatoon y presentaba lo que Rolling Stone describió como "video de actuación de la banda intercalado con escenas de un mundo distópico, reflejando los sentimientos musical y líricamente pesados de las canciones".
Inicialmente, Deftones habían programado realizar una gira por América del Norte en apoyo de Ohms junto con Gojira y Poppy de julio a septiembre de 2020. Debido a la pandemia de COVID-19, la gira se pospuso hasta 2021.

## Lista de canciones
| N.º | Título                     | Duración |  |
| 1.  | «Genesis»                  | 5:17     |  |
| 2.  | «Ceremony»                 | 3:27     |  |
| 3.  | «Urantia»                  | 4:30     |  |
| 4.  | «Error»                    | 4:50     |  |
| 5.  | «The Spell of Mathematics» | 5:27     |  |
| 6.  | «Pompeji»                  | 5:25     |  |
| 7.  | «This Link Is Dead»        | 4:37     |  |
| 8.  | «Radiant City»             | 3:35     |  |
| 9.  | «Headless»                 | 4:59     |  |
| 10. | «Ohms»                     | 4:10     |  |

## Personal
- Abe Cunningham: batería.
- Stephen Carpenter: guitarras.
- Frank Delgado: samples, teclados.
- Chino Moreno: voz, guitarras.
- Sergio Vega: bajo.